# Shahram Rostami
Shahram Rostami luisterⓘ (Abkhareh, 7 juni 1948) is een voormalig Iraans vliegende aas uit de Irak-Iranoorlog.
Tijdens zijn carrière schoot hij 6 gevechtsvliegtuigen neer. De overwinningen bestaan uit twee MiG-25s, een MiG-21s en 3 Mirage F1's.